# 共产主义政权下的反人类罪行
多个共产主义政权下发生了反人类罪行。像强制驱逐、恐怖、种族清洗及乌克兰大饥荒及大跃进期间故意的饥馑被描述为危害人类罪。2008年关于欧洲良知和谴责共产主义罪行布拉格宣言宣称共产主义政权下的罪行通常是危害人类罪，根据纽伦堡审判中发展出的定义，以及共产主义与纳粹主义下的罪行的相似性。极少数人被判有此类罪行，即使爱沙尼亚、拉托维亚和立陶宛通过法律允许指控的波罗的海人民犯下罪行的肇事者。他们在1940及1941年蘇聯佔領波羅的海國家期间，以及战后继续占领行动期间犯下罪行。他们还在内务人民委员部（NKVD）对森林兄弟的攻击中犯下罪行。

## 柬埔寨
学术上一致认定波尔布特领导下的红色高棉在被称为杀戮战场的地方造成的柬埔寨种族灭绝是危害人类罪。法律学者Antoine Garapon、David Boyle和社会学家Michael Mann及政治科学教授Jacques Semelin认为柬埔寨共产党的行动最好描述为危害人类罪而非种族灭绝。1997年柬埔寨首相向联合国寻求帮助审判1975至1979年间共产党人犯下的罪行。同年6月波尔布特在红色高棉的内部斗争期间被拘禁并被公之于国际社会。然而没有国家寻求引渡。红色高棉下达的政策造成四年间四分之一人口的死亡。

## 中國

### 毛澤東時代
毛澤東是1949年控制中國大陸的中國共產黨主席，掌權直到1976年9月去世。在此期間，他進行了多項改革工作，其中最引人注目的是大躍進和文化大革命。1958年1月，毛澤東啓動了第一個五年計劃，該計劃的後半部分被稱為「大躍進」。該計劃旨在加快生產和重工業，作為類似於蘇聯模式的經濟增長的補充，也是毛澤東的中國馬克思主義政策背後的決定性因素。1958年，毛澤東花了十個月的時間巡視全國，以獲得對大躍進的支持並檢查已經取得的進展。這需要對所有質疑大躍進的人進行羞辱、公開指責和酷刑。五年計劃首先制定了將農業社區劃分為人民公社的制度。中國國家農業發展計劃（NPAD）開始加速起草國家的工業和農業產出計劃。所起草的計劃最初是成功的，因為大躍進分化了中國的勞動力，產量短暫飆升。
最終，中國共產黨的規劃人員制定了更加雄心勃勃的目標，如用1967年的計劃草案取代1962年的計劃草案，工業出現了供應瓶頸，但他們無法滿足增長需求。工業的快速發展又伴隨著城市人口的膨脹。由於集體化的進一步發展，重工業的生產和農業的停滯，沒有跟上人口增長的需求，再加上農業地區一年（1959年）的不幸天氣，只生產了1.7億噸糧食，遠遠低於人口需要的實際糧食數量。大規模的飢餓接踵而至，1960年情況更加糟糕，只生產了1.44億噸糧食，比1959年生產的糧食總量少了2600萬噸。政府實行了配給制，但在1958年至1962年間，估計至少有1000萬人死於飢餓。飢荒並沒有被忽視，毛澤東完全知道席捲農村的大飢荒，但他並沒有試圖解決這個問題，而是將其歸咎於反革命分子「藏匿和瓜分糧食」。毛澤東甚至象徵性地決定不吃肉，以紀念那些受苦的人。
由於全國範圍的飢荒，有許多關於吃人的報道，包括湖南的一個農民被迫殺死並吃掉自己的孩子。當被問及此事時，他說他這樣做是「出於慈悲」。最初對最終死亡人數的估計是1500萬到4000萬。根據香港大學人文科學講座教授、《毛澤東的大飢荒》一書的作者馮客（Frank Dikötter）的說法，在1958年至1962年持續的飢荒中，被殺害的總人數高達4500萬以上。在飢荒中被殺害的人中，6-8%的人往往先被折磨，然後被政府提前殺害，2%的人自殺，5%的人死於毛澤東的勞改營，勞改營是為關押那些被稱為 「人民公敵」的人而建的。在為《紐約時報》撰寫的一篇文章中，馮客還提到了對輕微違規行為的嚴厲懲罰，如因偷竊一把糧食而被活埋，或因挖出一個土豆而被割掉一隻耳朵並打上烙印。 馮客聲稱，一位領導人在1959年的行政會議上對普遍的苦難表示冷漠，他說：「當沒有足夠的食物時，人們就會餓死。最好讓一半人餓死，這樣另一半人就能吃飽。」。安東尼·加諾特（Anthony Garnaut）澄清說，馮客對毛澤東這句話的解釋是：「最好讓一半人餓死，這樣另一半人就能吃飽。」這不僅無視其他學者和幾個主要與會者對這次會議的大量評論，而且違背了他所掌握的檔案文件中非常明確的措辭，而他的理由就是这样。

### 习近平时代
自2017年底以来，在中共中央总书记习近平下令打击恐怖主义和极端主义的政策和措施背景下，出现对中国共产党侵犯维吾尔族和其他主要以穆斯林为主社群人权的严重指控，引起了联合国人权办公室和联合国人权机制的注意，由此启动了相关调查。
联合国人权事务高级专员巴切莱特于2022年8月31日发布《新疆人权报告》，指中国以反击恐怖主义和极端主义为名严重侵犯新疆维吾尔族和穆斯林的人权。报告称在新疆发现一系列人权受到不当限制的情况，中国政府的行为可能构成国际罪行，特别是危害人类罪。

## 罗马尼亚
在议会前的演讲中，罗马尼亚总统特莱扬·伯塞斯库声称“罪恶且非法的前共产政权犯下了大量侵害人权及危害人类罪，1945至1989年间杀死和迫害多达两百多万人。”这篇演讲基于马里兰大学教授Vladimir Tismaneanu领衔的总统委员会的660页报告。报告还称“该政权通过暗杀和驱逐成千上万人处决民众，”还特别提到皮特什蒂实验。Gheorghe Boldur-Lăţescu也说皮特什蒂实验是危害人类的罪行，而且Dennis Deletant描述其为
一个荒诞的原创性的实验……运用滥用精神医学的技术不仅设计用于对统治下的反对者反复灌输恐慌，也摧毁个人的人格。实验的本质及罪恶……使罗马尼亚有别于其他东欧政权。

## 朝鲜
三名朝鲜古拉格体系的受害者在被绑架者及朝鲜难民人权公民同盟的帮助下试图让金正日受到审判。2010年12月他们在海牙递交起诉书。朝鲜的古拉格体系造成估计有380,000至1百多万人的死亡，不符合种族灭绝或危害人类罪的定义。非盈利组织Christian Solidarity Worldwide声称古拉格体系的出现专门设计用于杀死大量被定为敌人或者政治信仰不同的人群。

### 引用
1. ↑  Kemp-Welch pp42
2. ↑  Rosefielde pp6
3. ↑  Karlsson pp5
4. ↑  Arvanitopoulos pp245
5. ↑  Naimark pp25
6. ↑  Totten pp359
7. ↑  Semelin pp344
8. ↑  Lattimer pp214
9. ↑  Jones pp188
10. ↑  Chan, Alfred L. . OUP Oxford. 7 June 2001: 13  [2022-03-19]. ISBN 9780191554018. （原始内容存档于2021-10-31）.
11. ↑  . History Learning Site.   [14 April 2016]. （原始内容存档于2021-10-28）.
12. 1 2  Valentino, Benjamin A. . Cornell University Press. 8 December 2005: 127–132  [2022-03-19]. ISBN 0801472733. （原始内容存档于2016-06-24）.
13. ↑  . China Underground. 23 November 2012  [14 April 2016]. （原始内容存档于2016-04-21）.
14. ↑  . Frankdikotter.com.   [14 April 2016]. （原始内容存档于2021-10-31）.
15. 1 2  Dikötter, Frank. . Bloomsbury Publishing USA. 1 October 2010: 88  [2022-03-19]. ISBN 9780802779281. （原始内容存档于2019-02-26）.
16. ↑  Garnaut, Anthony. . China Information. 2013, 27 (2): 223–246. S2CID 143503403. doi:10.1177/0920203X13485390.
17. ↑  . 美国之音（中文）. 2019-11-17  [2019-11-17]. （原始内容存档于2019-11-17）.
18. ↑  . 人权事务高级专员办事处. 2022-08-31  [2022-09-03]. （原始内容存档于2022-09-09）.
19. ↑  . 联合国人权事务高级专员办事处. 2022-08-31  [2022-09-06]. （原始内容存档于2022-09-09）.
20. ↑  Shawl, Jeannie. . Jurist.   [2015-05-04]. （原始内容存档于2011-03-12）.
21. ↑  Clej, Petru. . BBC. 18 December 2006  [2015-05-04]. （原始内容存档于2020-11-08）.
22. ↑  Smith, Craig S. . New York Times. 19 December 2006  [12 September 2011]. （原始内容存档于2020-11-21）.
23. ↑  Boldur-Lăţescu pp22
24. ↑  Deletant, Dennis. . 1995: 29–33. ISBN 978-1-56324-633-3.
25. ↑  . Asia News. 2 January 2010  [2015-05-04]. （原始内容存档于2019-09-16）.
26. ↑  Jones pp216